# Martha Haussperger
Martha Haussperger (* 12. August 1925 in München; † 25. Februar 2013 ebenda) war eine deutsche Internistin, Altorientalistin und Expertin für die mesopotamische Medizin des Altertums.
Das Medizinstudium schloss sie 1956 mit der Promotion ab, die Dissertation behandelte „Die Objektivierung postcommotioneller Regulationsstörungen“. 1973 begleitete sie als Medizinerin ein Forschungsteam um den Vorderasiatischen Archäologen Barthel Hrouda bei Ausgrabungen im Irak. Davon angeregt, nahm sie berufsbegleitend ein Zweitstudium in Alter Geschichte, Assyriologie und vorderasiatischer Archäologie auf. 1989 wurde sie bei Hrouda mit einer Untersuchung zur Einführungsszene auf altmesopotamischen Rollsiegeln ein zweites Mal promoviert. Insgesamt war sie über 25 Jahre an Ausgrabungen im Zweistromland beteiligt.
In ihrer späteren Forschung beschäftigte sie sich vor allem mit dem medizinischen Wissen des antiken Mesopotamien. Für diese Untersuchungen wurde sie 1999 mit dem Akademie-Preis der Bayerischen Akademie der Wissenschaften ausgezeichnet. 2012 erschien ihre umfangreiche Arbeit zur „mesopotamische[n] Medizin aus ärztlicher Sicht“, in der Keilschrifttexte zur Heilkunde aus dem Zweistromland wiedergegeben, übersetzt, analysiert und aus moderner medizinischer Sicht beurteilt werden.
Sie war zuletzt niedergelassene Ärztin in München.

## Schriften
- Die Objektivierung postcommotioneller Regulationsstörungen. Untersuchungen mit einem verkürzten Schellongversuch. Dissertation, München 1956.
- Die Einführungsszene. Entwicklung eines mesopotamischen Motivs von der altakkadischen bis zum Ende der altbabylonischen Zeit (= Münchener vorderasiatische Studien. Band 11). Profil-Verlag, München/Wien 1991, ISBN 3-89019-272-6 (zugleich Dissertation, Universität München 1989).
- Die mesopotamische Medizin und ihre Ärzte aus heutiger Sicht. In: Zeitschrift für Assyriologie und Vorderasiatische Archäologie, 87/2 (1997), S. 196–218.
- Die mesopotamische Medizin aus ärztlicher Sicht (= DWV-Schriften zur Medizingeschichte. Band 12 / Fachprosaforschung – Grenzüberschreitungen. Beiheft 1). Deutscher Wissenschafts-Verlag, Baden-Baden 2012, ISBN 978-3-86888-041-0.